# Marathon de Bruxelles
Le Marathon de Bruxelles est un marathon annuel certifié Association of International Marathons and Distance Races organisé à Bruxelles, en Belgique et généralement tenu à l'automne.
La première édition de la course a eu lieu en 1984. En plus de la distance traditionnelle de 42,195 km, des distances plus courtes sont couvertes de nos jours.

## Résultats
- Record de la course.

| Date              | Nom                                                  | Hommes                                               | Pays                                                 | Temps                                                | Dames                                                | Pays                                                 | Temps                                                | Arrivants                                            |
| ----------------- | ---------------------------------------------------- | ---------------------------------------------------- | ---------------------------------------------------- | ---------------------------------------------------- | ---------------------------------------------------- | ---------------------------------------------------- | ---------------------------------------------------- | ---------------------------------------------------- |
| 30 septembre 1984 | Brussels                                             | Dirk Vanderherten                                    | Belgique                                             | 2 h 18 min 46 s                                      | Mia Pauwels                                          | Belgique                                             | 2 h 44 min 43 s                                      | 1 815                                                |
| 29 septembre 1985 | Brussels                                             | Dirk Vanderherten                                    | Belgique                                             | 2 h 18 min 36 s                                      | Agnes Pardaens (nl)                                  | Belgique                                             | 2 h 46 min 37 s                                      | 1 441                                                |
| 28 septembre 1986 | Brussels                                             | Dirk Vanderherten                                    | Belgique                                             | 2 h 15 min 32 s                                      | Francine Peeters                                     | Belgique                                             | 2 h 42 min 02 s                                      |                                                      |
| 27 septembre 1987 | Brussels                                             | Rudi Dirickx                                         | Belgique                                             | 2 h 18 min 05 s                                      | Nelly Aerts (nl)                                     | Belgique                                             | 2 h 33 min 33 s                                      | 1 439                                                |
| 11 septembre 1988 | Brussels                                             | Vesa Kähkölä (fi)                                    | Finlande                                             | 2 h 16 min 53 s                                      | Francine Peeters                                     | Belgique                                             | 2 h 44 min 12 s                                      | 1 161                                                |
| 24 septembre 1989 | Brussels                                             | Pavel Klimeš                                         | Tchécoslovaquie                                      | 2 h 16 min 46 s                                      | Nelly Aerts                                          | Belgique                                             | 2 h 36 min 49 s                                      | 1 271                                                |
| 30 septembre 1990 | Spa Brussels                                         | Csaba Szűcs (en)                                     | Hongrie                                              | 2 h 17 min 36 s                                      | Valentina Lunyegova                                  | Union soviétique                                     | 2 h 40 min 00 s                                      |                                                      |
| 15 septembre 1991 | Brussels                                             | Anatoly Karipanov                                    | Union soviétique                                     | 2 h 18 min 04 s                                      | Irina Sklyarenko (de)                                | Union soviétique                                     | 2 h 41 min 32 s                                      |                                                      |
| 13 septembre 1992 | Brussels                                             | Anatoly Karipanov                                    | Union soviétique                                     | 2 h 16 min 43 s                                      | Mária Starovská (de)                                 | Tchécoslovaquie                                      | 2 h 42 min 13 s                                      |                                                      |
| 12 septembre 1993 | Brussels                                             | Ronny Ligneel                                        | Belgique                                             | 2 h 16 min 14 s                                      | Véronique Collard                                    | Belgique                                             | 2 h 44 min 29 s                                      |                                                      |
| 18 septembre 1994 | Reebok Brussels                                      | Vincent Rousseau                                     | Belgique                                             | 2 h 12 min 59 s                                      | Karin Bøgh Andersen                                  | Danemark                                             | 3 h 03 min 02 s                                      |                                                      |
| 1995 à 2003       | Pas d'épreuve                                        | Pas d'épreuve                                        | Pas d'épreuve                                        | Pas d'épreuve                                        | Pas d'épreuve                                        | Pas d'épreuve                                        | Pas d'épreuve                                        | Pas d'épreuve                                        |
| 10 octobre 2004   | ING Brussels                                         | John Kelai                                           | Kenya                                                | 2 h 10 min 59 s                                      | Jennifer Chesinon                                    | Kenya                                                | 2 h 32 min 16 s                                      | 1 801                                                |
| 28 août 2005      | ING Brussels                                         | Samson Kosgei                                        | Kenya                                                | 2 h 12 min 01 s                                      | Rose Nyangancha                                      | Kenya                                                | 2 h 37 min 48 s                                      | 784                                                  |
| 27 août 2006      | ING Brussels                                         | Stephen Loruo                                        | Kenya                                                | 2 h 11 min 26 s                                      | Irene Mogaka                                         | Kenya                                                | 2 h 42 min 53 s                                      | 819                                                  |
| 14 octobre 2007   | ING Brussels                                         | Jonathan Kiptoo                                      | Kenya                                                | 2 h 12 min 16 s                                      | Kimaiyo Yepyator                                     | Kenya                                                | 2 h 41 min 20 s                                      | 1 433                                                |
| 5 octobre 2008    | Brussels                                             | Rik Ceulemans (nl)                                   | Belgique                                             | 2 h 19 min 29 s                                      | Anne Zijderveld                                      | Pays-Bas                                             | 3 h 15 min 51 s                                      | 1 149                                                |
| 4 octobre 2009    | Brussels                                             | Abraham Potongole                                    | Kenya                                                | 2 h 15 min 13 s                                      | Virginie Soenen                                      | Belgique                                             | 3 h 07 min 12 s                                      | 1 569                                                |
| 10 octobre 2010   | Brussels                                             | Levy Matebo                                          | Kenya                                                | 2 h 13 min 30 s                                      | Mariska Dute                                         | Belgique                                             | 2 h 59 min 16 s                                      | 1 998                                                |
| 2 octobre 2011    | Brussels                                             | Paul Kiprop                                          | Kenya                                                | 2 h 14 min 51 s                                      | Mariska Dute                                         | Belgique                                             | 3 h 00 min 01 s                                      | 1 553                                                |
| 7 octobre 2012    | Brussels                                             | Joseph Mutai                                         | Kenya                                                | 2 h 16 min 41 s                                      | Claire Macht                                         | Danemark                                             | 3 h 06 min 15 s                                      | 1 709                                                |
| 6 octobre 2013    | Brussels                                             | Samson Bungei                                        | Kenya                                                | 2 h 15 min 49 s                                      | Maja Glesti                                          | Suisse                                               | 3 h 10 min 21 s                                      | 1 794                                                |
| 5 octobre 2014    | Belfius Brussels                                     | Florent Caelen                                       | Belgique                                             | 2 h 16 min 31 s                                      | Louise Deldicque                                     | Belgique                                             | 2 h 56 min 26 s                                      | 1 885                                                |
| 4 octobre 2015    | Belfius Brussels                                     | Geoffrey Kipkoech                                    | Kenya                                                | 2 h 14 min 39 s                                      | Soetkin Demey                                        | Belgique                                             | 3 h 05 min 31 s                                      | 2 011                                                |
| 2 octobre 2016    | Belfius Brussels                                     | Eric Kering                                          | Kenya                                                | 2 h 16 min 51 s                                      | Virginie Vandroogenbroeck                            | Belgique                                             | 2 h 53 min 42 s                                      | 1 427                                                |
| 1er octobre 2017  | Belfius Brussels                                     | Stephen Kiplagat                                     | Kenya                                                | 2 h 11 min 44 s                                      | Christelle Lemaire                                   | Belgique                                             | 3 h 10 min 42 s                                      | 1 437                                                |
| 1er octobre 2017  | Belfius Brussels                                     | Stephen Kiplagat                                     | Kenya                                                | 2 h 11 min 44 s                                      | Christelle Lemaire                                   | Belgique                                             | 3 h 10 min 42 s                                      | 1 438                                                |
| 28 octobre 2018   | Brussels Airport                                     | Laban Cheruiyot                                      | Kenya                                                | 2 h 24 min 20 s                                      | Kabiratou Nassam                                     | Bénin                                                | 2 h 57 min 59 s                                      | 1608                                                 |
| 6 octobre 2019    | Brussels Airport                                     | Michael Chege                                        | Kenya                                                | 2 h 17 min 54 s                                      | Kabi Nassam                                          | Belgique                                             | 2 h 54 min 49 s                                      | 1 343                                                |
| 2020 - 2021       | Éditions annulées à cause de la pandémie de Covid-19 | Éditions annulées à cause de la pandémie de Covid-19 | Éditions annulées à cause de la pandémie de Covid-19 | Éditions annulées à cause de la pandémie de Covid-19 | Éditions annulées à cause de la pandémie de Covid-19 | Éditions annulées à cause de la pandémie de Covid-19 | Éditions annulées à cause de la pandémie de Covid-19 | Éditions annulées à cause de la pandémie de Covid-19 |
| 2 octobre 2022    | Brussels Airport                                     | Dominic Mibei                                        | Kenya                                                | 2 h 14 min 13 s                                      | Dhaese Veerle                                        | Belgique                                             | 3 h 10 min 16 s                                      | 1 077                                                |
| 1er octobre 2023  | Brussels Airport                                     | Simon Kipkosgei                                      | Kenya                                                | 2 h 15 min 31 s                                      | Christa Cain                                         | Royaume-Uni                                          | 2 h 50 min 50 s                                      | 1381                                                 |